# Joop Wilhelmus
Johannes Cornelis Christiaan "Joop" Wilhelmus (7 de enero de 1943- c. 9 de septiembre de 1994) fue un empresario y productor de contenido pornográfico holandés. Es reconocido por ser cofundador y editor de la revista para adultos Chick, así como por la creación y publicación de la controvertida revista Lolita, enfocada en pornografía infantil. Además, fue un conocido defensor de la pedofilia.

## Vida personal
Wilhelmus recibió una educación influenciada por ideales de izquierda radical.Comenzó su carrera como profesor y posteriormente se dedicó a publicar revistas inspiradas en el movimiento Provo.Defensor de la libertad sexual absoluta, se convirtió en una figura prominente en la promoción de la moral sexual sin restricciones.Junto con Peter Johannes Muller, editor de la revista Candy, fue clave en romper los tabúes sobre la sexualidad en los Países Bajos.Además, Wilhelmus fue muy crítico con los refugios para mujeres maltratadas, llegando a publicar sus direcciones confidenciales de manera provocativa.También abrió sex shops y gestionó una "sociedad de estímulo" en un sótano en Utrecht, donde las parejas podían participar en intercambios de parejas.Wilhelmus estuvo casado y tuvo cuatro hijos: tres niñas y un niño.Su esposa compartía su visión sobre la sexualidad tanto adulta como infantil.

## Chick
Chick, autoproclamada como una "revista de sexo para el trabajador",fue una publicación de contenido sexual explícito lanzada en 1968.Fundada por Joop Wilhelmus, quien ejerció como editor en jefe, y Jan Wenderhold, su gerente de ventas, la revista se destacaba por incluir anuncios personales enfocados únicamente en el sexo, dejando de lado el amor.En su primera edición, Chick tuvo una tirada de 5,000 ejemplares, pero rápidamente creció a 18,000 copias en la segunda mitad de 1968. Según Wilhelmus, para 1971 la circulación había alcanzado los 140,000 ejemplares.Durante la década de 1970, la revista adoptó una postura polémica, ya que Wilhelmus argumentaba en sus páginas que el sexo con niños era parte de la liberación sexual.En 1970, Chick estuvo en el centro de un caso judicial conocido como el "arresto de Chick", que llegó hasta la Corte Suprema de los Países Bajos. Este caso contribuyó a la implementación de una nueva ley moral en 1971 que despenalizó la pornografía.Sin embargo, diferencias entre Wilhelmus y Wenderhold provocaron la división de la revista en dos versiones: Chick/Dordrecht y Chick/Amsterdam.Finalmente, Wenderhold adquirió la edición de Dordrecht.

## Lolita
Wilhelmus también fue el fundador y editor de la revista de pornografía infantil Lolita.Lolita se publicó por primera vez alrededor de 1970. Además de pornografía, también contaba con un servicio de contacto para sus lectores a través de anuncios clasificados.Wilhelmus alentó a los lectores a proporcionar nuevas imágenes de pornografía infantil para asegurar la supervivencia de su revista.Se entregó una revista de regalo a cambio de cada nueva fotografía infantil, y se ofreció la suma de $ 350 en la revista si Wilhelmus podía tomar las fotografías él mismo.Si bien Wilhelmus fue arrestado por publicar Lolita en enero de 1971, fue liberado inmediatamente después del interrogatorio,y nunca fue procesado por publicar la revista.En 1973, dio una conferencia en un instituto de formación católico romano para niñas trabajadoras en Rotterdam, por invitación de la junta escolar,y Lex van Naerssen de la Universidad de Utrecht invitó a Wilhelmus como profesor visitante, lo que dio lugar a preguntas parlamentarias en la Cámara de Representantes.En junio de 1975, Wilhelmus participó en una emisión televisiva del programa Hier en Nu de la NCRV, donde explicó lo normal que era para él el sexo con niños.En 1986, el subcomité PSI del Comité de Asuntos Gubernamentales del Senado de los EE. UU. llamó a Lolita "la más notoria de las publicaciones comerciales extranjeras de pornografía infantil".La revista alcanzó el número 55 en 1984,y finalmente fue cerrada por las autoridades holandesas en 1987,diecisiete años después de su concepción. Según Wilhelmus, en el apogeo de su popularidad, la circulación de Lolita fue de 25.000 ejemplares.Lolita se convirtió en una marca casi universal para la pornografía infantil.En una entrevista con la VPRO, Dik Brummel de la NVSH declaró que había comprado algunos números de Lolita y los consideraba "documentos históricos".

## Años posteriores y muerte
Wilhelmus logró hacerse millonario,destacándose como uno de los editores de pornografía infantil más reconocidos y polémicos.Sin embargo, a medida que la sociedad comenzó a rechazar cada vez más este tipo de actividades, enfrentó una creciente resistencia y fue quedando cada vez más aislado.Las autoridades de los Países Bajos lo detenían repetidamente cada vez que intentaba salir del país.En 1992, fue sentenciado a cuatro años de prisión tras ser acusado de mantener relaciones sexuales con su hija de doce años en ese entonces.Wilhelmus negó los cargos,y su hija mayor impulsó una campaña para lograr su liberación. Como parte de esta iniciativa, solicitó que un médico examinara a la menor presuntamente abusada.El médico emitió un informe indicando que no había signos de actividad sexualy que el himen de la niña permanecía intacto.Tras cumplir dos años de condena, fue liberado antes de tiempo por buena conducta.Sin embargo, la noche posterior a su salida de prisión, murió ahogado en el canal Voorstraathaven, ubicado en el centro de Dordrecht.De acuerdo con la policía, no se trató ni de un suicidio ni de un homicidio: Wilhelmus estaba bajo los efectos del alcohol y su fallecimiento fue calificado como un accidente.